# 風雲児女
『風雲児女』（ふううんじじょ、日本語: 嵐の中の若者たち）は1935年に撮影された中国映画である。
主演は袁牧之、王人美、談瑛、顧夢鶴。脚本は田漢、夏衍。

## 概要
1934年の夏に司徒逸民、龔毓珂、馬德建らの左派系文化人が集まって作った電通影片公司という映画会社が「風雲児女」の制作会社である。同社は1935年末に解散するまでに「桃李劫」「風雲児女」「自由神」「都市風光」の四本の作品を世に送り出していて、「風雲児女」は会社が創立されてから2本目の作品であった。
1930年代に制作された上海映画の作品群の中では一際影響が大きく、主題歌の「義勇軍進行曲」は 瞬く間に全国で歌われるようになり、後に中華人民共和国の国歌になった。